# 陳香良
陳香良（Tan Hiong Liong；1938年8月20日—2009年9月）是一名印尼暨荷蘭西洋棋大師。他是印尼暨全亞洲首位國際大師。

## 外部連結

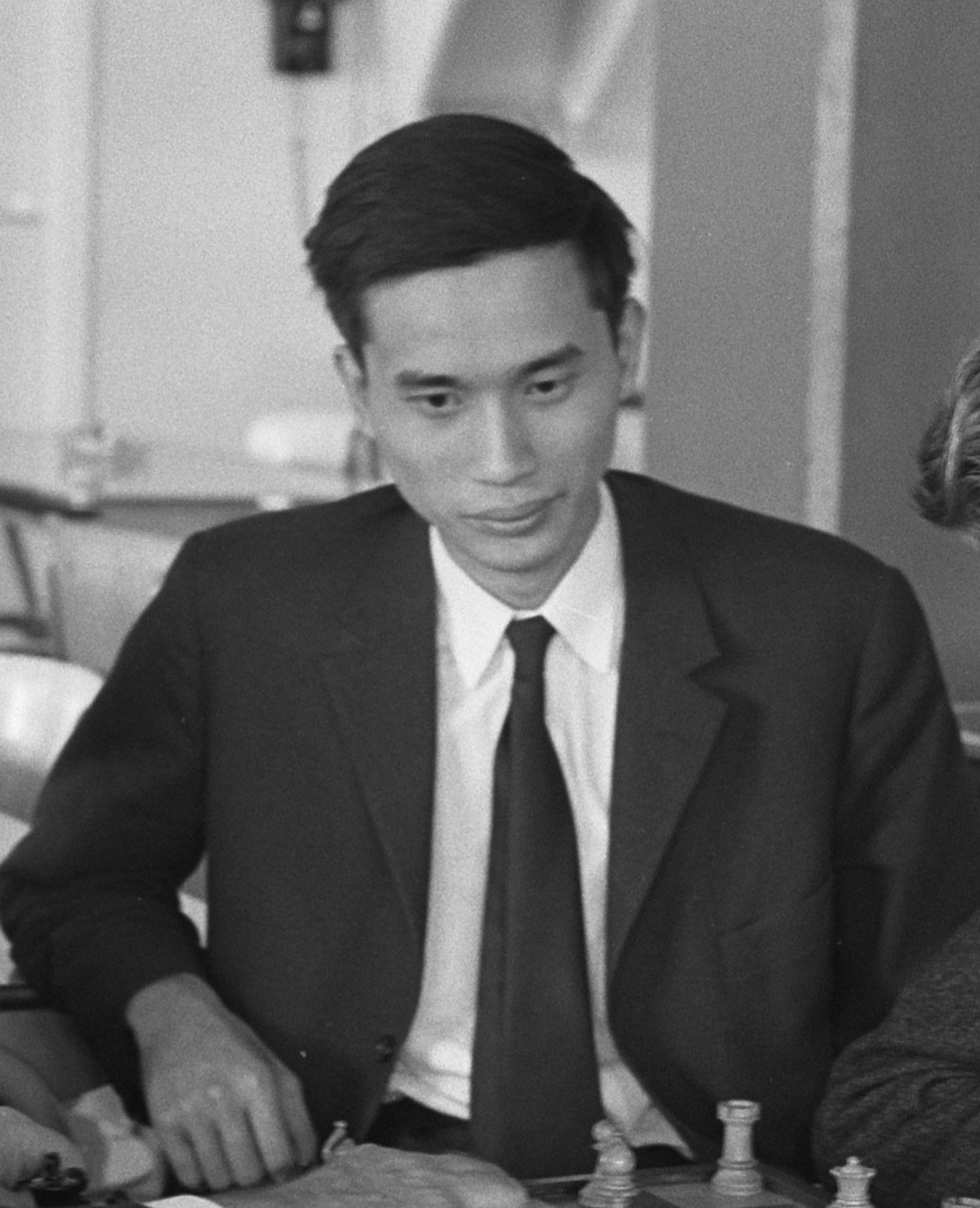
1962年時的陳香良

- Tan Hiong Liong－在ChessGames.com的棋手檔案
- De mysterieuze Hoan Liong Tan (in Dutch)